# Autostrada R 6
Die Autostrada R 6 (albanisch für Autobahn Route 6) ist eine 60 Kilometer lange Autobahn im Kosovo. Sie verbindet die Hauptstadt Pristina über Ferizaj und Han i Elezit mit der nordmazedonischen Hauptstadt Skopje. Sie ist auch unter den Namen Autostrada Prishtinë–Han i Elezit, Autostrada Prishtinë–Shkup oder Autostrada Arbën Xhaferi bekannt. Die Autobahn trägt zur Erinnerung an den gleichnamigen ehemaligen mazedonischen Politiker, der Albaner war, den Beinamen Arbën Xhaferi.

## Streckenführung

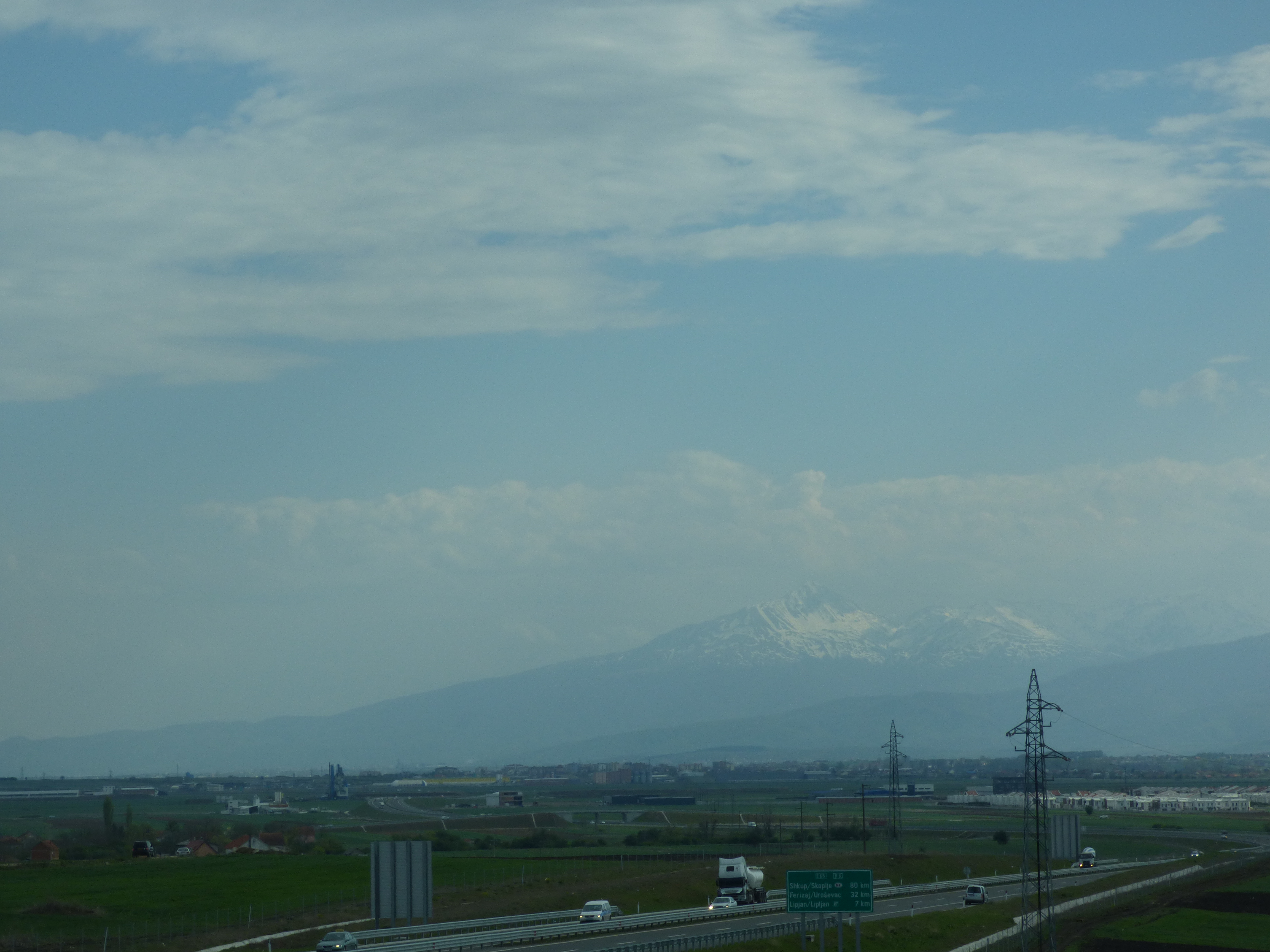
Die Autobahn kurz nach dem Kreuz Pristina

Die Autobahn folgt von Pristina dem Verlauf der bestehenden M-2 über Ferizaj und Han i Elezit, ersetzt diese aber nicht. An der Grenze soll die Autobahn dann in die geplante nordmazedonische Autobahn M3 übergehen.
Die Länge der Gesamtstrecke beträgt 60 Kilometer. Außerdem ist geplant, bei Lipjan die R 7.1 abzweigen zu lassen, die über Gjilan bis zum serbischen Dorf Končulj führen soll.

## Bau

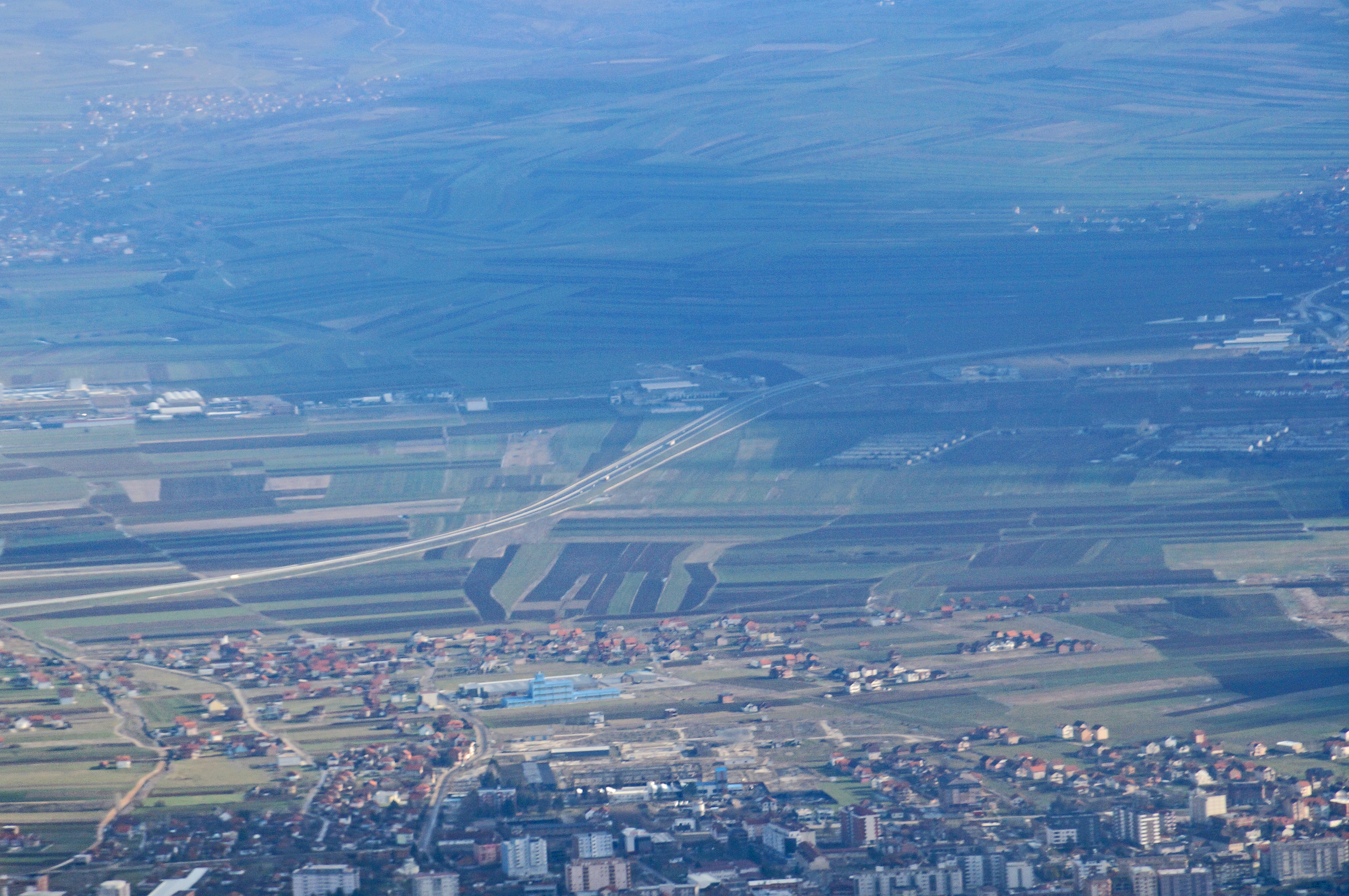
Die Autobahn östlich von Lipjan

Die Autobahn war in zwei Bauabschnitte aufgeteilt. Im Oktober 2015 wurden einige Kilometer der Autobahn eröffnet. Bis 2018 sollte die komplette Autobahn fertiggestellt werden. Die Kosten beliefen sich auf ca. 600 Mio. Euro.
Am 31. Dezember 2016 wurden die ersten 25 Kilometer bis Babush für den Verkehr freigegeben.
Am 22. Dezember 2017 wurde der zweite Abschnitt der elf Kilometer langen Strecke bis nach Bibaj bei Ferizaj für den Verkehr freigegeben.
Der dritte Abschnitt nach Doganaj ist im Frühjahr 2018 erfolgt. Am 29. Mai 2019 wurde der letzte Abschnitt von Doganaj bis zur Grenze in Han i Elezit eröffnet. Der Minister für Infrastruktur Pal Lekaj hat an der Eröffnung teilgenommen. Neben ihm waren auch zahlreiche Politiker vor Ort, wie der kosovarische Präsident Hashim Thaçi, der nordmazedonische Premierminister Zoran Zaev und der montenegrinische Premierminister Duško Marković.